# Gian Marco Marcucci
Gian Marco Marcucci, né le 25 juillet 1954 à Borgo Maggiore, est un homme politique de Saint-Marin, membre du Parti démocrate-chrétien. Il est capitaine-régent de Saint-Marin du 1er avril 2000 au 1er octobre 2000 avec Maria Domenica Michelotti. 